# Wire Cache Park
Wire Cache Park är en park i Kanada.   Den ligger i provinsen British Columbia, i den centrala delen av landet, 3 200 km väster om huvudstaden Ottawa. Wire Cache Park ligger 767 meter över havet.
Terrängen runt Wire Cache Park är bergig norrut, men söderut är den kuperad. Wire Cache Park ligger nere i en dal. Trakten runt Wire Cache Park är nära nog obefolkad, med mindre än två invånare per kvadratkilometer..
I omgivningarna runt Wire Cache Park växer i huvudsak barrskog.